# Yigael Yadin
Yigael Yadin (en hebreo יגאל ידין, nacido Yigal Sukenik; Jerusalén, 20 de marzo de 1917 - ibídem, 28 de junio de 1984) fue un arqueólogo, político y militar israelí, llegando a ser el segundo comandante en jefe en la historia de las Fuerzas de Defensa Israelíes entre los años 1949 y 1952.
Fue también, junto a William F. Albright, uno de los máximos exponentes de la arqueología bíblica, célebre por la excavación de la fortaleza de Masada.

## Biografía

### Primeros años y carrera militar
Nacido en 1917 en Jerusalén, era hijo del notorio arqueólogo Eleazar Sukenik y la educadora y activista de los derechos de la mujer Hasya Feynsod Sukenik. Se incorporó a la Haganá a los quince años en 1933 y se convirtió en una figura clave del liderazgo de la organización. En 1946, sin embargo, abandonó la Haganá a raíz de una discusión con su comandante Yitzhak Sadeh por la inclusión de una ametralladora como parte del equipo estándar de escuadra. En 1947, poco antes de que el Estado de Israel declarase su independencia, fue llamado de nuevo al servicio activo por David Ben-Gurión siendo estudiante universitario. Fue designado jefe de operaciones, y ayudó a concebir y poner en práctica muchas de las estrategias utilizadas durante la Guerra de Independencia de Israel en 1948. Formó parte del "Comité Asesor" creado por David Ben Gurión, junto a otros altos cargos militares (Moshe Dayan, Yigal Allon, Isaac Sadeh...).
Tras la creación del Estado de Israel, fue nombrado Ramatcal de las FDI el 9 de noviembre de 1949, tras la dimisión de Yaakov Dori, cargo que ocupó hasta 1952. Durante su mandato, Yadin reorganizó el ejército, el sistema de servicio militar obligatorio, y el de las reservas. Renunció el 7 de diciembre de 1952, por desacuerdos con el entonces Primer ministro y Ministro de Defensa David Ben-Gurión, acerca de los recortes en el presupuesto militar. A los treinta y cinco años de edad, había terminado su carrera militar.

### Arqueología
Tras dejar el ejército, estudió arqueología en la Universidad Hebrea de Jerusalén, recibiendo en 1956 el Premio Israel en Estudios Judaicos por su tesis doctoral sobre la traducción de los manuscritos del Mar Muerto. En los años siguientes, continuó su investigación arqueológica en los sitios más importantes de la región, la enseñanza y la publicación prolífica. Entre sus obras más conocidas están Masada (1968) y Filacterias de Qumran (1969). En 1970 se convirtió en jefe del Instituto de Arqueología de la Universidad Hebrea. 
Yadin realizó importantes trabajos en las décadas de 1950 y 1960, que abarcó muchas e importantes excavaciones en una gran variedad de sitios, como Hazor, las cuevas del desierto de Judea, Masada, y Meggido. El empleo de miles de voluntarios procedentes de Israel y del extranjero y su vastas excavaciones arqueológicas ampliaron enormemente el conocimiento arqueológico del pasado de Israel. Sus conclusiones han arrojado luz sobre diversos períodos del antiguo Israel, como los periodos cananeo, del Primer Templo, y Herodiano, así como la Rebelión de Bar Kojba. Quizás su más famosa contribución fue su decodificación y la interpretación de varios pergaminos del Mar Muerto y del desierto de Judea. 
Yadin también trabajó para hacer la arqueología más accesible y científica, y menos esotérica. Su escritura es a la vez académica y de interés para un público más amplio. Se esforzó no sólo para documentar sus hallazgos arqueológicos, sino también para ponerlos en un contexto cultural y entenderlos como una vía para la historia de la cultura. Yadin también fue fundamental en la recuperación de los manuscritos del Mar Muerto de Israel, alojados en el Santuario de la Reserva del Museo de Israel. En sus últimos años de vida, Yadin complementaría su carrera arqueológica con varios cargos públicos. 

### Carrera política
En 1967 fue asesor militar del primer ministro Levi Eshkol, y después de la guerra de Yom Kipur formó parte de la comisión Agranat que investigó los errores que permitieron los ataques sorpresa de los árabes. En 1976 Yadin creó un nuevo partido político llamado Dash (Movimiento para el Cambio Democrático), dedicado a la reforma electoral. En las elecciones de 1977, el partido obtuvo 15 escaños en la Knesset y se unió al gobierno del Likud. A pesar de que el propio partido se escindió dos años más tarde, con pocos progresos en la reestructuración de la política electoral, Yadin fue asistente del primer ministro entre 1977 y 1981, tras lo cual se retiró de la vida política, para regresar a la investigación hasta su muerte en 1984.

## Obra
- Yadin, Yigael (1977). Masada. La fortaleza de Herodes y el último bastión de los Zelotes. Barcelona: Ediciones Destino. ISBN 84-233-0537-6.

| Predecesor: Yaakov Dori | Comandante de las Fuerzas de Defensa de Israel 1949 - 1952 | Sucesor: Mordechai Maklef |